# Seznam nejodebíranějších YouTube kanálů
Na videoplatformě YouTube je odběratelem kanálu uživatel, který se výběrem tlačítka odběru daného kanálu rozhodl přijímat obsah vydávaný kanálem. Odběr každého uživatele se skládá z videí nedávno publikovaných kanály, ke kterým je účet přihlášen. Možnost přihlásit se k odběru uživatelů byla zavedena v říjnu 2005 a v dubnu 2006 začala webová stránka zveřejňovat počet „odebírajících osob“.
První seznam se datuje do května 2006. Tehdy Smosh s méně než třemi tisíci odběrateli obsadil první místo. Od té doby má nejméně deset dalších kanálů YouTube největší počet odběratelů; mezi ně patří Judson Laipply, Brookers, geriatric1927, lonelygirl15, Ryan Higa, Fred, Ray William Johnson a PewDiePie. Nejodebíranějším kanálem je od června 2024 MrBeast.

## Nejodebíranější kanály na světě

Indický hudební videokanál T-Series je druhý nejodebíranější YouTube kanál s 296 miliony odběratelů.

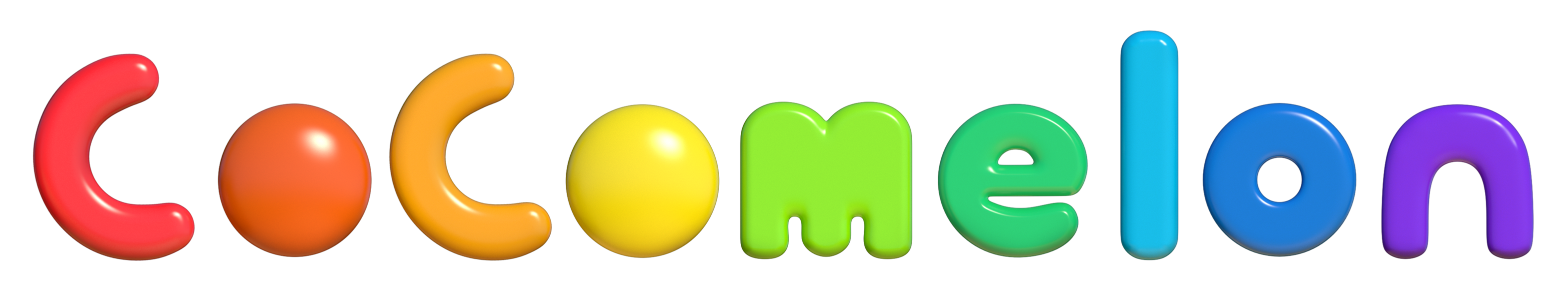
Americký dětský vzdělávací kanál Cocomelon je třetí nejodebíranější YouTube kanál se 194 miliony odběratelů.

Indický zábavní kanál SET India je čtvrtý nejodebíranější YouTube kanál se 184 miliony odběratelů v prosinci 2022.

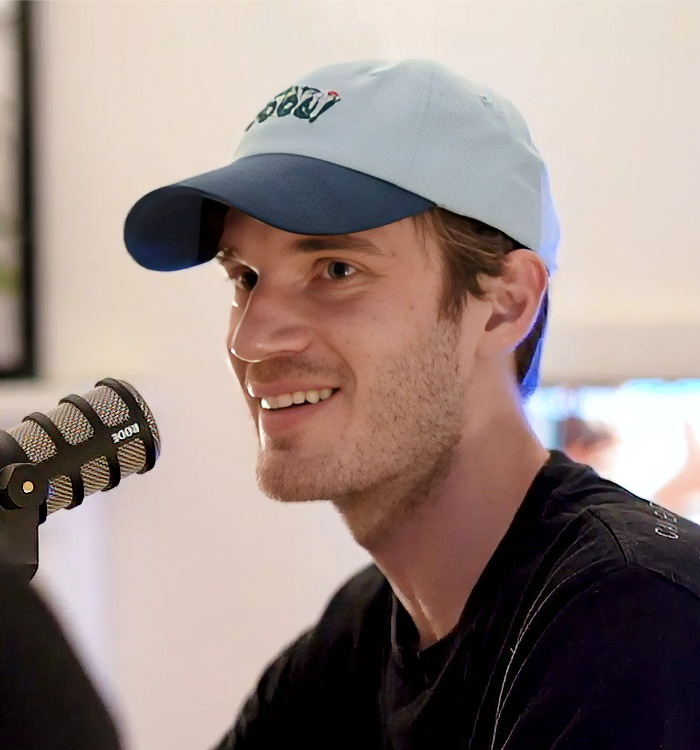
Švédský Let's player a komentátor PewDiePie je jedenáctý nejodebíranější YouTube kanál a o několik let dříve nejodebíranější osobností YouTube se 110 miliony odběratelů v prosinci 2022.

Následující tabulka uvádí padesát nejodebíranějších kanálů YouTube a také primární jazyk a kategorii obsahu každého kanálu. Kanály jsou seřazeny podle počtu odběratelů. Automaticky generované kanály, které nemají svá vlastní videa (jako je hudba a zprávy), a kanály, které byly v důsledku převodu jejich obsahu skutečně zastaralé (jako jsou JustinBieberVEVO a RihannaVEVO) jsou vyloučeny. Od ledna 2022 vydává 21 z 50 uvedených kanálů primárně obsah v angličtině, zatímco 15 primárně vydává obsah v hindštině.
| Pořadí               | Kanál                      | Link | Značkový kanál | Odběratelé (v milionech) | Primární jazyk(y) | Obsahová kategorie | Země původu             |  |
| -------------------- | -------------------------- | ---- | -------------- | ------------------------ | ----------------- | ------------------ | ----------------------- |  |
| 1.                   | MrBeast                    | Link | Ne             | 420                      | Angličtina        | Zábava             | USA                     |  |
| 2.                   | T-Series                   | Link | Ano            | 300                      | Hindština         | Hudba              | Indie                   |  |
| 3.                   | Cocomelon                  | Link | Ano            | 196                      | Angličtina        | Vzdělávání         | USA                     |  |
| 4.                   | SET India                  | Link | Ano            | 185                      | Hindština         | Zábava             | Indie                   |  |
| 5.                   | Vlad and Niki              | Link | Ano            | 143                      | Angličtina        | Zábava             | USA/ Ukrajina           |  |
| 6.                   | Kids Diana Show            | Link | Ne             | 136                      | Angličtina        | Zábava             | Rusko/ USA              |  |
| 7.                   | Stokes Twins               | Link | Ne             | 130                      | Angličtina        | Zábava             | Rusko/ USA              |  |
| 8.                   | Like Nastya                | Link | Ne             | 129                      | Angličtina        | Hudba              | USA                     |  |
| 9.                   | Zee Music Company          | Link | Ano            | 119                      | Hindština         | Hudba              | Indie                   |  |
| 10.                  | 김프로KIMPRO               | Link | Ne             | 116                      | Korejština        | Zábava             | Jižní Korea             |  |
| 11.                  | PewDiePie                  | Link | Ne             | 110                      | Angličtina        | Zábava             | Švédsko                 |  |
| 12.                  | WWE                        | Link | Ano            | 110                      | Angličtina        | Sport              | USA                     |  |
| 13.                  | Goldmines                  | Link | Ano            | 106                      | Hindština         | Film               | Indie                   |  |
| 14.                  | Sony SAB                   | Link | Ano            | 103                      | Hindština         | Zábava             | Indie                   |  |
| 15.                  | Blackpink                  | Link | Ne             | 98,3                     | Korejština        | Hudba              | Jižní Korea             |  |
| 16.                  | ChuChu TV                  | Link | Ano            | 97,1                     | Hindština         | Vzdělávání         | Indie                   |  |
| 17.                  | Alan Chikin Chow           | Link | Ne             | 95,4                     | Angličtina        | Zábava             | USA                     |  |
| 18.                  | Zee TV                     | Link | Ano            | 92,9                     | Hindština         | Zábava             | Indie                   |  |
| 19.                  | A4                         | Link | Ne             | 87,1                     | Ruština           | Zábava             | Bělorusko               |  |
| 20.                  | Pinkfong                   | Link | Ano            | 82,6                     | Angličtina        | Vzdělávání         | Jižní Korea             |  |
| 21.                  | BANGTANTV                  | Link | Ne             | 81,1                     | Korejština        | Hudba              | Jižní Korea             |  |
| 22.                  | 5-Minute Crafts            | Link | Ano            | 81                       | Angličtina        | How-to             | Kypr                    |  |
| 23.                  | Colors TV                  | Link | Ano            | 80,7                     | Hindština         | Zábava             | Indie                   |  |
| 24.                  | Zamzam Electronics Trading | Link | Ne             | 79,1                     | Arabština         | Zábava             | Spojené arabské emiráty |  |
| 25.                  | Hybe Labels                | Link | Ano            | 78,1                     | Korejština        | Hudba              | Jižní Korea             |  |
| 26.                  | Toys and Colors            | Link | Ne             | 77,9                     | Angličtina        | Zábava             | USA                     |  |
| 27.                  | T-Series Bhakti Sagar      | Link | Ano            | 77,8                     | Hindština         | Hudba              | Indie                   |  |
| 28.                  | Tips Official              | Link | Ano            | 77,4                     | Hindština         | Zábava             | Indie                   |  |
| 29.                  | UR · Cristiano             | Link | Ano            | 76,2                     | Angličtina        | Sport              | Portugalsko             |  |
| 30.                  | Justin Bieber              | Link | Ne             | 75,9                     | Angličtina        | Hudba              | Kanada                  |  |
| 31.                  | KL BRO Biju Rithvik        | Link | Ano            | 75,2                     | Hindština         | Zábava             | Indie                   |  |
| 32.                  | Aaj Tak                    | Link | Ano            | 73,1                     | Hindština         | Novinky            | Indie                   |  |
| 33.                  | Shemaroo Filmi Gaane       | Link | Ano            | 72,9                     | Hindština         | Hudba              | Indie                   |  |
| 34.                  | Infobells - Hindi          | Link | Ano            | 70,6                     | Hindština         | Vzdělávání         | Indie                   |  |
| 35.                  | Mark Rober                 | Link | Ne             | 70                       | Angličtina        | Zábava             | USA                     |  |
| 36.                  | El Reino Infantil          | Link | Ano            | 69,7                     | Španělština       | Hudba              | Argentina               |  |
| 37.                  | HAR PAL GEO                | Link | Ano            | 69,2                     | Urdština          | Zábava             | Pákistán                |  |
| 38.                  | Fede Vigevani              | Link | Ano            | 69                       | Španělština       | Zábava             | Mexiko                  |  |
| 39.                  | Canal KondZilla            | Link | Ano            | 67,8                     | Portugalština     | Hudba              | Brazílie                |  |
| 40.                  | Yash Raj Films             | Link | Ano            | 67,4                     | Hindština         | Hudba              | Indie                   |  |
| 41.                  | Sony Music India           | Link | Ano            | 67                       | Hindština         | Hudba              | Indie                   |  |
| 42.                  | Wave Music                 | Link | Ano            | 66,5                     | Bhódžpurština     | Hudba              | Indie                   |  |
| 43.                  | Ary Digital HD             | Link | Ano            | 64,5                     | Urdština          | Zábava             | Pákistán                |  |
| 44.                  | Eminem Music               | Link | Ne             | 65,4                     | Angličtina        | Hudba              | USA                     |  |
| 45.                  | Movieclips                 | Link | Ano            | 64,6                     | Angličtina        | Film               | USA                     |  |
| 46.                  | Dude Perfect               | Link | Ne             | 61,4                     | Angličtina        | Sport              | USA                     |  |
| 47.                  | Taylor Swift               | Link | Ne             | 61,2                     | Angličtina        | Hudba              | USA                     |  |
| 48.                  | LooLoo Kids                | Link | Ano            | 60,5                     | Angličtina        | Hudba              | Rumunsko                |  |
| 49.                  | Marshmello                 | Link | Ne             | 58,1                     | Angličtina        | Hudba              | USA                     |  |
| 50.                  | BillionSurpriseToys        | Link | Ano            | 57,9                     | Angličtina        | Zábava             | USA                     |  |
| Data ke dni 2.8.2025 |                            |      |                |                          |                   |                    |                         |  |

## Historický vývoj nejodebíranějších kanálů
Následující tabulka uvádí 19 kanálů s nejvyšším počtem odběratelů od května 2006. Zmíněny jsou pouze ty, které 1. místo držely alespoň 24 hodin.
| Kanál               | Datum dosažení   | Držené dny | Reference                   |
| ------------------- | ---------------- | ---------- | --------------------------- |
| Smosh               | 17. května 2006  | 18         | [ 21 ] [ 22 ]               |
| Judson Laipply      | 4. června 2006   | 29         | [ 23 ] [ 24 ]               |
| Brookers            | 3. července 2006 | 45         | [ 25 ]                      |
| geriatric1927       | 17. srpna 2006   | 26         | [ 26 ] [ 27 ]               |
| lonelygirl15        | 12. září 2006    | 226        | [ 28 ] [ 29 ] [ 30 ] [ 31 ] |
| Smosh               | 26. duben 2007   | 517        | [ 22 ] [ 32 ]               |
| nigahiga            | 24. září 2008    | 12         | [ 33 ] [ 34 ]               |
| FЯED                | 6. října 2008    | 318        | [ 34 ] [ 35 ]               |
| nigahiga            | 20. srpna 2009   | 677        | [ 33 ] [ 36 ] [ 37 ]        |
| Ray William Johnson | 28. června 2011  | 564        | [ 38 ] [ 39 ] [ 40 ]        |
| Smosh               | 12. ledna 2013   | 215        | [ 22 ] [ 41 ] [ 42 ]        |
| PewDiePie           | 15. srpna 2013   | 1920       | [ 43 ] [ 44 ]               |
| T-Series            | 27. března 2019  | 5          | [ 45 ] [ 46 ]               |
| PewDiePie           | 1. dubna 2019    | 13         | [ 47 ] [ 48 ]               |
| T-Series            | 14. dubna 2019   | 1876       | [ 49 ] [ 50 ]               |
| MrBeast             | 2. června 2024   | 443        | [ 51 ]                      |

## Milníky a reakce
| Kanál               | Odběratelský milník | Datum dosažení     | Reference |
| ------------------- | ------------------- | ------------------ | --------- |
| Brookers            | 10 000              | 7. července 2006   | [ 52 ]    |
| geriatric1927       | 20 000              | 18. srpna 2006     | [ 53 ]    |
| lonelygirl15        | 50 000              | 23. října 2006     | [ 54 ]    |
| Smosh               | 100 000             | 15. května 2007    | [ 55 ]    |
| FЯED                | 1 milion            | 7. dubna 2009      | [ 56 ]    |
| nigahiga            | 2 miliony           | 13. března 2010    |           |
| Ray William Johnson | 5 milionů           | 15. listopadu 2011 | [ 57 ]    |
| Smosh               | 10 milionů          | 25. května 2013    | [ 58 ]    |
| PewDiePie           | 20 milionů          | 9. ledna 2014      | [ 59 ]    |
| PewDiePie           | 50 milionů          | 8. prosince 2016   | [ 60 ]    |
| T-Series            | 100 milionů         | 29. května 2019    | [ 61 ]    |
| T-Series            | 200 milionů         | 30. listopadu 2021 | [ 62 ]    |
| MrBeast             | 300 milionů         | 10.července 2024   |           |

Poté, co se stal kanál Smosh potřetí nejodebíranějším kanálem YouTube, Ray William Johnson s ním začal spolupracovat. Řada špičkových youtuberů včetně Ryana Higy, Shanea Dawsona, Felixe Kjellberga, Michaela Buckleyho, Kassema Gharaibeha, Fine Brothers jim blahopřála krátce poté, co jej v počtu odběratelů překonali.

### PewDiePie vs T-Series
V polovině roku 2018 se počet odběratelů indického hudebního videokanálu T-Series rapidně přiblížil švédskému let's playerovi PewDiePie, který byl v té době nejodebíranějším uživatelem. Výsledkem bylo, že fanoušci PewDiePie a T-Series, další youtubeři a celebrity dali najevo svou podporu obou kanálů. Během soutěže získaly oba kanály rychlým tempem velký počet odběratelů a v únoru, březnu a dubnu 2019 se několikrát předehnali. T-Series nakonec trvale překonal PewDiePie a 29. května se stal prvním kanálem, který získal 100 milionů odběratelů.